# مخادر (الحيمة الخارجية)

تعديل مصدري - تعديل

مخادر هي إحدى قرى عزلة مفحق بمديرية الحيمة الخارجية التابعة لمحافظة صنعاء، بلغ تعداد سكانها 102 نسمة حسب تعداد اليمن لعام 2004.